# Klatičevo
Klatičevo (en serbe cyrillique : Клатичево) est un village de Serbie situé dans la municipalité de Gornji Milanovac, district de Moravica. Au recensement de 2011, il comptait 287 habitants.

## Démographie

### Évolution historique de la population
| 1948 | 1953 | 1961 | 1971 | 1981 | 1991 | 2002 | 2011 |
| ---- | ---- | ---- | ---- | ---- | ---- | ---- | ---- |
| 451  | 462  | 405  | 323  | 314  | 280  | 281  | 287  |

|  |